# فلوریس ایورس
فلوریس ایورس (انگلیسی: Floris Evers; ۲۶ فوریهٔ ۱۹۸۳ – ) بازیکن هاکی روی چمن اهل پادشاهی هلند بود.